# Episodi di CSI - Scena del crimine (decima stagione)
La decima stagione della serie televisiva CSI - Scena del crimine, composta da 23 episodi, è stata trasmessa sulla CBS dal 24 settembre 2009 al 20 maggio 2010, ottenendo un'audience media di 14.918.000 telespettatori, risultando così una delle serie TV più seguite della stagione televisiva statunitense.
Invece in Italia è stata trasmessa dal 4 marzo al 3 giugno 2010 per la prima parte (ep. 1-14) e per la seconda parte (ep. 14-23) al 21 ottobre 2010 su Fox Crime. In chiaro la serie va in onda nella Svizzera italiana dal 23 gennaio 2011 su RSI LA2, mentre in Italia è andata in onda in chiaro dal 19 maggio al 4 agosto 2011 su Italia 1, ad esclusione del settimo episodio, che, facendo parte del crossover con le altre due serie di CSI, è stato trasmesso il 12 settembre 2011 insieme agli altri due episodi del crossover.
| nº | Titolo originale     | Titolo italiano                 | Prima TV USA      | Prima TV Italia   |
| -- | -------------------- | ------------------------------- | ----------------- | ----------------- |
| 1  | Family Affair        | Affari di famiglia              | 24 settembre 2009 | 4 marzo 2010      |
| 2  | Ghost Town           | Città fantasma                  | 1º ottobre 2009   | 11 marzo 2010     |
| 3  | Working Stiffs       | Una rapina vecchia maniera      | 8 ottobre 2009    | 18 marzo 2010     |
| 4  | Coup de Grace        | Colpo di grazia                 | 15 ottobre 2009   | 25 marzo 2010     |
| 5  | Bloodsport           | Il trofeo                       | 29 ottobre 2009   | 1º aprile 2010    |
| 6  | Death and the Maiden | Vittima o assassino?            | 5 novembre 2009   | 8 aprile 2010     |
| 7  | The Lost Girls (3)   | Traffico di donne (3ª parte)    | 12 novembre 2009  | 15 aprile 2010    |
| 8  | Lover's Lanes        | Regalo d'amore                  | 19 novembre 2009  | 22 aprile 2010    |
| 9  | Appendicitement      | Il ritorno del Dr. Jekyll       | 10 dicembre 2009  | 29 aprile 2010    |
| 10 | Better Off Dead      | La torre d'avorio               | 17 dicembre 2009  | 6 maggio 2010     |
| 11 | Sin City Blue        | Sin City Blue                   | 14 gennaio 2010   | 13 maggio 2010    |
| 12 | Long Ball            | Colpo secco                     | 21 gennaio 2010   | 20 maggio 2010    |
| 13 | Internal Combustion  | Combustione interna             | 4 febbraio 2010   | 27 maggio 2010    |
| 14 | Unshockable          | Inarrestabile                   | 4 marzo 2010      | 3 giugno 2010     |
| 15 | Neverland            | Giochi pericolosi               | 11 marzo 2010     | 9 settembre 2010  |
| 16 | The Panty Sniffer    | Il profumo della morte          | 1º aprile 2010    | 16 settembre 2010 |
| 17 | Irradiator           | Ad un passo dal Dr. Jekyll      | 8 aprile 2010     | 23 settembre 2010 |
| 18 | Field Mice           | Lezione sul campo               | 15 aprile 2010    | 30 settembre 2010 |
| 19 | World's End          | La fine del mondo               | 22 aprile 2010    | 7 ottobre 2010    |
| 20 | Take My Life, Please | L'ultimo spettacolo             | 29 aprile 2010    | 14 ottobre 2010   |
| 21 | Lost and Found       | Un DNA per troppi               | 6 maggio 2010     | 14 ottobre 2010   |
| 22 | Doctor Who           | L'ombra dell'angelo della morte | 13 maggio 2010    | 21 ottobre 2010   |
| 23 | Meat Jekyll          | Jekyll in carne e ossa          | 20 maggio 2010    | 21 ottobre 2010   |

## Affari di famiglia
- Titolo originale: Family Affair
- Diretto da: Kenneth Fink
- Scritto da: Bradley Thompson, David Weddle e Naren Shankar

### Trama
La maggior parte della squadra indaga sulla morte di una giovane e famosa attrice, avvenuta in un incidente stradale molto sospetto, mentre Greg indaga sull'assassinio di un uomo in un motel. Si scoprirà poi che le due vittime sono legate da legami familiari. Intanto Sara Sidle torna a lavorare alla scientifica, data la mancanza di personale, dopo l'addio di Riley. Ray Langston nel mentre investiga sul lavoro del Dottor Jekyll.
- Special guest star: Jorja Fox (Sara Sidle)

## Città fantasma
- Titolo originale: Ghost Town
- Diretto da: Alec Smight
- Scritto da: Dustin Lee Abraham e Carol Mendelsohn

### Trama
Un produttore di porno ed un trafficante di droga vengono trovati assassinati in un quartiere benestante di Las Vegas. Le indagini della squadra si concentrano sui vicini di casa delle vittime. Tra i vari sospettati vi è anche il figlio adottivo del defunto serial killer Paul Millander.
- Special guest star: Jorja Fox (Sara Sidle)

## Una rapina vecchia maniera
- Titolo originale: Working Stiffs
- Diretto da: Naren Shankar
- Scritto da: Naren Shankar

### Trama
Due colleghi d'ufficio progettano una rapina vecchia maniera ma il loro complotto termina con l'omicidio di uno dei due. La squadra indaga sulla sua morte, concentrando le indagini sui colleghi di lavoro della vittima.
- Special guest star: Tim Blake Nelson

## Colpo di grazia
- Titolo originale: Coupe de Grace
- Diretto da: Paris Barclay
- Scritto da: David Rambo e Richard Catalani

### Trama
Un agente di polizia uccide un altro ufficiale di polizia e il CSI deve determinare se la sparatoria è stata accidentale o premeditata. L'evidenza suggerisce anche che l'omicidio potrebbe essere stato di matrice razzista.
- Special guest star: Jorja Fox (Sara Sidle), Enrique Murciano

## Il trofeo
- Titolo originale: Bloodsport
- Diretto da: Jeffrey Hunt
- Scritto da: Allen MacDonald

### Trama
Un allenatore molto amato di una squadra di football del college viene trovato morto in casa sua. La squadra indaga su tutta la sua squadra, e ritiene che il caso possa essere collegato con un precedente omicidio irrisolto.
- Special guest star: Jorja Fox (Sara Sidle)

## Vittima o assassino?
- Titolo originale: Death and the Maiden
- Diretto da: Brad Tanenbaum
- Scritto da: Jacqueline Hoyt

### Trama
Si scoprirà che lo stupro di un ragazzo e un omicidio, apparentemente non collegati fra loro, sono legati da una strana brama di vendetta.

## Traffico di donne (3ª parte)
- Titolo originale: The Lost Girls (3)
- Diretto da: Alec Smight
- Scritto da: David Weddle e Bradley Thompson

### Trama
Ray cerca la ragazza scomparsa, partendo dall'indagare sul traffico di esseri umani: pensa infatti che adesso la ragazza faccia parte di un giro di prostituzione a Las Vegas.
- Guest star: Mark Sheppard (Dimitri Sadesky)
- Nota: l'episodio è la terza parte del crossover con CSI: Miami e CSI: NY. La prima parte è l'episodio 7 dell'ottava stagione di CSI: Miami (Bone voyage) mentre la seconda è l'episodio 7 della sesta stagione di CSI: NY (Corsa contro il tempo).

## Regalo d'amore
- Titolo originale: Lover's Lanes
- Diretto da: Andrew Bernstein
- Scritto da: Dustin Lee Abraham

### Trama
Una testa mozzata viene ritrovata durante un torneo di bowling. La squadra indaga su dove possa essere il resto del corpo, ritenendo che l'assassino possa essere uno degli spettatori del torneo.

## Il ritorno del Dr. Jekyll
- Titolo originale: Appendicitement
- Diretto da: Kenneth Fink
- Scritto da: Evan Dunsky

### Trama
Nick, Greg e Hodges rapiscono Henry, tossicologo del laboratorio, per festeggiare il suo compleanno in un bar per motociclisti, ormai chiuso, dove scoprono un duplice omicidio. Nel frattempo, Ray e Catherine indagano su di un duplice omicidio che potrebbe essere stato commesso dal Dottor Jekyll.

## La torre d'avorio
- Titolo originale: Better Off Dead
- Diretto da: Jeffrey Hunt
- Scritto da: Richard Catalani, Tom Mularz e Corinne Marrinan

### Trama
Una sparatoria in un negozio di pistole potrebbe essere collegata alla morte di una giovane donna, coinvolta in un patto suicida.

## Sin City Blue
- Titolo originale: Sin City Blue
- Diretto da: Daniel Steck
- Scritto da: David Rambo e Jacqueline Hoyt

### Trama
Due giovani donne vengono uccise in un hotel di Las Vegas e la squadra scopre, durante la sua indagine, un insolito assassino. Nel frattempo, Langston continua a dare la caccia al dottor Jekyll.

## Colpo secco
- Titolo originale: Long ball
- Diretto da: Alec Smight
- Scritto da: Christopher Barbour

### Trama
Un leggendario professionista di golf viene ucciso durante un importante torneo. La causa della sua morte si scoprirà alquanto strana.
- Nota: a questo episodio partecipano, nel ruolo di se stessi, diversi famosi golfisti americani: Natalie Gulbis, Rocco Mediate, Gary McCord, Duffy Waldorf e David Feherty.

## Combustione interna
- Titolo originale: Internal Combustion
- Diretto da: Brad Tanenbaum
- Scritto da: Jennifer N. Levin

### Trama
La squadra indaga sulla morte di due fidanzati, studenti delle scuole superiori. Il primo morto davanti a tutti nel corridoio della scuola, mentre la seconda trovata su di un albero. Entrambi si riveleranno essere collegati al mondo delle corse illegali di auto.

## Inarrestabile
- Titolo originale: Unshockable
- Diretto da: Kenneth Fink
- Scritto da: Michael Frost Beckner

### Trama
Il bassista di una band di musica country viene folgorato durante un concerto, perdendo parzialmente la memoria: il team indaga su di un possibile sabotaggio all'attrezzatura di scena. Nel frattempo, un uomo decomposto viene ripescato nel lago Mead, portando la squadra a confrontarsi con una cospirazione governativa.
- Nota: a questo episodio prendono parte i Rascal Flatts, nota band americana di musica country.

## Giochi pericolosi
- Titolo originale: Neverland
- Diretto da: Alec Smight
- Scritto da: Tom Mularz

### Trama
Il corpo di un ragazzo di 14 anni viene scoperto in un campo e l'indagine rivela che la vittima ha del sangue sotto le unghie, il cui profilo corrisponde a quello di un assassino che è in carcere per l'omicidio della moglie. Per questo l'uomo in carcere vuole essere rilasciato, sostenendo che qualcun altro con il suo stesso DNA abbia ucciso la moglie. Ray però non lo crede possibile e decide di indagare per scoprire la verità.

## Il profumo della morte
- Titolo originale: The Panty Sniffer
- Diretto da: Louis Shaw Milito
- Scritto da: Richard Catalani e Jacqueline Hoyt

### Trama
Il detective Louis Vartann e Catherine lavorano in coppia durante un appostamento di 24 ore, su un'operazione di droga in un hotel di lusso. Nel mentre Langston e Nick lavorano su di un caso di morte di una donna, legata ad un club feticista delle mutande.

## Ad un passo dal Dr. Jekyll
- Titolo originale: Irradiator
- Diretto da: Michael Nankin

Al Robbins

- Scritto da: Bradley Thompson e David Weddle

### Trama
Ray indaga sull'omicidio di una famiglia, dove l'unica sopravvissuta è la figlia piccola, e pensa finalmente di aver trovato il Dottor Jekyll. Ma non tutto è ciò che sembra.

## Lezione sul campo
- Titolo originale: Field Mice
- Diretto da: Brad Tanenbaum
- Scritto da: Naren Shankar, Jennifer N. Levin, Wallace Langham e Liz Vassey

### Trama
Hodges e Wendy portano un gruppo di studenti nel laboratorio della scientifica. Qui i due tecnici di laboratorio spiegano ai ragazzi uno strano caso irrisolto, dipingendo loro stessi nel ruolo di agenti sul campo. Sarà proprio l'aiuto dei ragazzi, a far risolvere il caso a Hodges e Wendy. Alla fine dell'episodio Wendy bacia Hodges.

## La fine del mondo
- Titolo originale: World's End
- Diretto da: Alec Smight
- Scritto da: Evan Dunsky

### Trama
Catherine indaga sul caso di uno studente morto trovato nelle fogne, vicino alla scuola della figlia. Questo condurrà gli agenti a scoprire un oscuro segreto, legato al razzismo.
- Nota: il genocidio ruandese è il soggetto nell'episodio.

## L'ultimo spettacolo
- Titolo originale: Take My Life, Please!
- Diretto da: Martha Coolidge
- Scritto da: David Rambo e Dustin Lee Abraham

### Trama
La squadra indaga sulla morte di un leggendario comico, morto in circostanze misteriose. Intanto Ray e Sara cercano di risolvere il caso di un cadavere crivellato di proiettili.

## Un DNA per troppi
- Titolo originale: Lost and Found
- Diretto da: Frank Waldeck
- Scritto da: Corinne Marrinan e Elizabeth Devine

### Trama
La squadra aiuta Brass a risolvere la scomparsa di un padre con i due figli. La risoluzione del caso sarà davvero sconvolgente.

## L'ombra dell'angelo della morte
- Titolo originale: Doctor Who
- Diretto da: Jeffrey Hunt
- Scritto da: Tom Mularz

### Trama
Una giornalista che indaga sugli omicidi seriali dottor Jekyll viene strangolata a morte. Il marito della vittima, basandosi sulle ipotesi della moglie, accusa Ray della morte di lei e di altre morti nell'ospedale in cui lavorava, sostenendo che egli è il Dottor Jekyll.

## Jekyll in carne e ossa
- Titolo originale: Meat Jekyll
- Diretto da: Alec Smight
- Scritto da: Naren Shankar e Evan Dunsky

### Trama
La squadra tenta di catturare il Dottor Jekyll, grazie all'aiuto del Killer delle coppiette. Il killer aggredisce Ray che cade a terra ferito o morente.